# Pas de la Foradada (Bigues i Riells)
El Pas de la Foradada és una obra amb elements renaixentistes i neoclàssics de Bigues i Riells (Vallès Oriental) inclosa a l'Inventari del Patrimoni Arquitectònic de Catalunya.

## Descripció
Arcada de pedra situada a l'obertura de les roques, per donar pas cap a la rampa que condueix al pla del monestir. Al damunt d'aquest arc de mig punt hi ha una làpida, amb una inscripció de lletra petita erosionada pel temps. A banda i banda té unes grans lletres: "EXITUS HUIS... RUS JOPIIS-SDOS SAN PUJOLAR-1790 HIERONIMUS MAURI SCULPIT MAGISTER BARCINONE". Al damunt hi ha un escut que a la part inferior representa un manoll d'espigues. Aquesta làpida correspon a l'ampliació del pas i a la construcció de la rampa que porta al monestir. A l'altra banda hi ha una llinda també amb inscripció: "DURANTE VENEPLACITO ARCHIDIACHONI MINORIS SEDIS GERUNDENSIS, DOMINI MEI, SUM APERTUM, 1592".

## Història
L'any 1567 el papa va sacralitzar el priorat del Fai, i va posar-lo en mans de l'Ardiaconat menor de la catedral de Girona. Aquests varen fer algunes millores en el monestir. Una de les més importants és la construcció d'aquest pas i del pont que facilita l'accés al monestir, que abans es feia per les anomenades escales de Sant Miquel.